# Lace and Whiskey
Lace And Whiskey – studyjny album Alice Coopera wydany w 1977 roku przez Warner Bros. Records.

## Lista utworów
| 1.  | „It's hot tonight”                   | 3:21  |
|     |                                      |       |
| 2.  | „Lace and whiskey”                   | 3:13  |
|     |                                      |       |
| 3.  | „Road rats”                          | 4:51  |
|     |                                      |       |
| 4.  | „Damned if you do”                   | 3:13  |
|     |                                      |       |
| 5.  | „You and me”                         | 5:09  |
|     |                                      |       |
| 6.  | „King of the silver screen”          | 5:35  |
|     |                                      |       |
| 7.  | „Ubangi stomp”                       | 2:12  |
|     |                                      |       |
| 8.  | „(No more) love at your convenience” | 3:49  |
|     |                                      |       |
| 9.  | „I never wrote those songs”          | 4:33  |
|     |                                      |       |
| 10. | „My God”                             | 5:40  |
|     |                                      |       |
|     |                                      | 41:36 |
|     |                                      |       |

## Skład
- Alice Cooper – wokal
- Al Kooper – pianino
- Steve Hunter – gitara
- Jimmy Maelen – perkusja
- Jim Gordon – perkusja
- Bob Babbitt – bas
- Josef Chirowski – keyboard
- Bob Ezrin – keyboard
- Venetta Fields – wokal
- Tony Levin – bas
- Allan MacMillan – pianino
- Julia Tillman Waters – wokal
- Allan Schwartzberg – perkusja
- Dick Wagner – gitara, wokal
- Ernie Watts – klarnet, tenor saksofon
- Lorna Willard – wokal
- Julia Tillman – wokal
- Prakash John – bas